# Raucheck
De Raucheck is een berg in de deelstaat Salzburg, Oostenrijk. De berg heeft een hoogte van 2.430 meter en is daarmee de hoogste in het Tennengebergte. De zuidflank is een steile, 1000 meter hoge rotswand die over de vallei van de Salzach uitkijkt; aan de noordkant daalt het meer geleidelijk af naar de Pitschenbergvallei. Een stevige rondweg met ijzeren ladders en vaste touwen brengt de ervaren en fitte bergwandelaar zonder klimuitrusting tot bij het topkruis.